# Gary Dourdan
Gary Dourdan, född 11 december 1966 i Philadelphia, är en amerikansk skådespelare.
Dourdan har afrikanskt, indianskt, judiskt, franskt och skotsk-irländskt ursprung.
Dourdan har medverkat som Warrick Brown i TV-serien CSI: Crime Scene Investigation.

## Filmografi

### Filmer
- 1992 - Det viktigaste slaget - Elijah
- 1993 - Länge leve Bernie 2 - kartellman
- 1994 - Utan ett spår - Loot
- 1994 - Press-stopp! - Copy Guy
- 1996 - Sunset Park - kille med dreadlocks
- 1997 - Alien återuppstår - Christie
- 1997 - Playing God - Yates
- 1998 - S.C.A.R. - dödspatrullen - Dan Creedy
- 1998 - Thursday - Ballpean
- 2000 - Tre åt gången - Jermaine Davis
- 2000 - TV är livet
- 2001 - Enemy of the Earth - kapten Burke
- 2007 - Perfect Stranger - Cameron
- 2008 - Batman: Gotham Knight - Crispus Allen (röst)
- 2011 - Jumping the broom - Kocken

### TV-serier
- 1991-1992 - Dotter på vift - Shazza Zulu, 13 avsnitt
- 1994 - Spanarna - Trey King, 1 avsnitt
- 1996 - Lois & Clark - Ziggy, 1 avsnitt
- 2000-2008 - CSI: Crime Scene Investigation - Warrick Brown, 182 avsnitt
- 2002 - CSI: Miami - Warrick Brown, 1 avsnitt
- 2002 - Fillmore! - Ken Fillmore, 1 avsnitt
- 2005 - Kim Possible - Dash DaMont, 1 avsnitt

## Utmärkelser
- 2000 - New American Cinema Award - Bästa ensemble för The Weekend (delat med Deborah Kara Unger, D.B. Sweeney, Gena Rowlands, Brooke Shields, David Conrad, James Duval och Jared Harris)
- 2003 - Image Award - Bästa manliga biroll i dramaserie för CSI: Crime Scene Investigation
- 2005 - Screen Actors Guild Award - Bästa ensemble i dramaserie för CSI: Crime Scene Investigation (delat med George Eads, Jorja Fox, Paul Guilfoyle, Robert David Hall, Marg Helgenberger, William Petersen och Eric Szmanda)
- 2006 - Image Award - Bästa manliga biroll i dramaserie för CSI: Crime Scene Investigation